# Vraždy na Pražačce

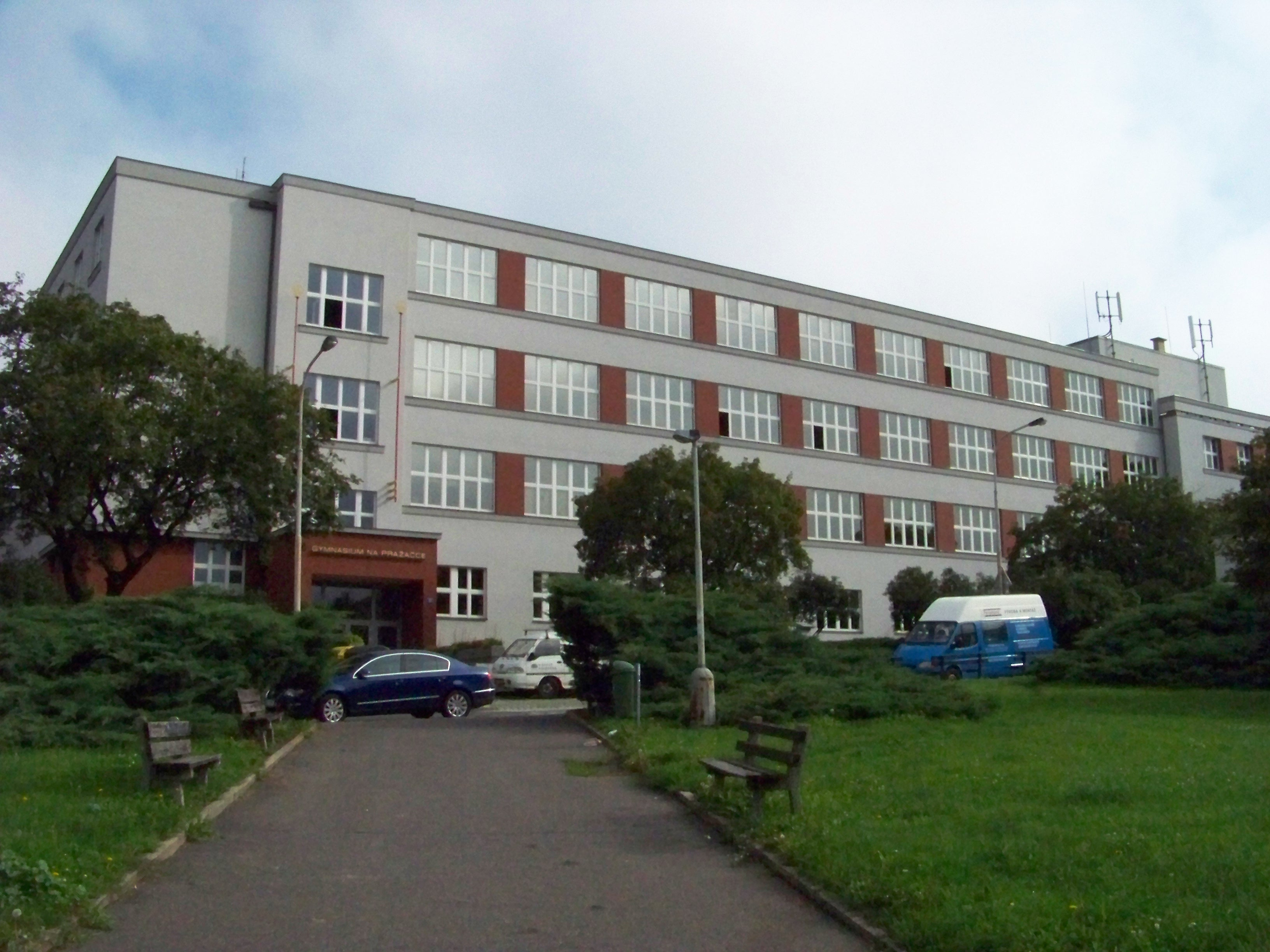
Budova gymnázia Na Pražačce, v květnu 1945 obsazená posádkou SA

Vraždy na Pražačce byl masakr několika desítek zajatých českých povstalců a českých a bulharských civilistů německými vojáky, příslušníky V. praporu (Sturmbann) z pluku (Standarte) SA „Feldherrnhalle“ a příslušníky bojové skupiny protiletecké obrany Luftwaffe „Reimann“. Proběhl ve dnech 5. až 8. května 1945.

## Průběh masakru
Budova gymnázia Na Pražačce byla v květnu 1945 obsazena posádkou SA pod velením Adolfa Franze Zimmermanna. Dne 5. května 1945 čeští povstalci tuto posádku obklíčili a podnikali na budovu školy útoky. Německá posádka téhož dne podnikla protiútok, obsadila blízký policejní revír a do budovy školy odvlekla 80 rukojmí. Část rukojmích němečtí vojáci mučili a následně popravili na školním dvoře.
Následujícího dne, 6. května 1945, němečtí vojáci vyvedli z domu v dnešní Koněvově ulici 1120/119 pět náhodně vybraných mužů a popravili je. Dalších sedm mužů bylo zraněno střelbou z kulometu. Stejný den zastřelil německý voják Karl Weiss školníka Bohumila Cirmona poté, co němečtí vojáci našli v jeho bytě zásoby jídla, zbraň a munici. Mezi 6. a 7. květnem 1945 němečtí vojáci popravili řadu dalších zajatých povstalců i civilistů.
Dne 7. května 1945 celou oblast dobyla po těžkých bojích a použití civilního obyvatelstva jako živých štítů bojová skupina protiletecké obrany Luftwaffe „Reimann“, postupující z Českého Brodu přes Dolní Počernice, Úvaly a Kyje. Stejný den německá posádka školy zavraždila střelbou do zad českého parlamentáře označeného bílou vlajkou, policejního strážmistra Václava Bečváře.
Dne 8. května 1945 německé jednotky zahájily ústup v koloně s bílými vlajkami směrem ke kasárnám v Karlíně. S sebou donutili k odchodu servírku Drahomíru Matouškovou, kterou propustili až na demarkační linii v Ejpovicích u Plzně.

## Oběti
Ve škole a jejím okolí bylo zavražděno nejméně 30 českých povstalců a civilistů. Jejich těla byla uložena ve třech masových hrobech za budovou školy, které měly původně sloužit jako zákopy. Na školní zahradě němečtí vojáci zřídili jeden masový hrob svých padlých. Podle svědectví Drahomíry Matouškové, kterou vzali němečtí vojáci při ústupu jako rukojmí, němečtí vojáci naložili asi 17 těl do civilního nákladního automobilu, který odjel směr Libeň a za přibližně 30 minut se vrátil prázdný.
Mezi zavražděnými civilisty bylo i několik Bulharů, kteří měli v okolí zelinářské zahrady.
Po exhumaci, která proběhla přibližně hodinu po ústupu německých jednotek, byla identifikována těla následujících zavražděných, z toho tří žen:
1. Alexandr Bašek (narozen 10. dubna 1923)
2. Josef Beneš (narozen 14. června 1889)
3. František Ducháček (narozen 18. února 1874)
4. Růžena Hroudová (narozena 19. března 1915)
5. František Krupka (narozen 19. března 1894)
6. Jan Lederer (narozen 11. srpna 1910)
7. Antonín Littera (31. října 1918)
8. Matěj Machačka (16. září 1897)
9. Alois Pekárek (narozen 21. června 1890)
10. Anežka Sochorová (narozena 6. ledna 1900)
11. František Šimek (narozena 13. února 1904)
12. Josef Vaníček (narozen 23. září 1923)
13. Bohumil Žížala (narozen 4. července 1899)
14. Alžběta Hodanová (narozena 4. května 1873)
15. Karel Šilha (28. června 1907)
16. Ludvík Baloušek (narozen 16. ledna 1915)
17. Václav Bečvář (narozen 29. července 1913)
18. Georgi Georgiev Bočev (narozen 27. listopadu 1888)
19. František Burger (narozen 6. února 1902)
20. Bohumil Cirmon (narozen 27. října 1909)
21. Georgi Čerkezov
22. Jaroslav Horák (narozen 15. srpna 1925)
23. Stanislav Klapště (narozen 9. prosince 1906)
24. Karel Klíma (narozen 27. března 1905)
25. Karel Kohoutek (narozen 3. září 1908)
26. ? Kuna
27. Josef Levínský (narozen 9. února 1926)
28. Ladislav Lunďák (narozen 8. dubna 1905)
29. Nako Bočev (narozen 20. července 1913)
30. Antonín Pelíšek (narozen 8. srpna 1899)
31. Karel Pešek (narozen 14. dubna 1913)
32. Georgi Petrov (narozen 20. července 1925)
33. Petr Petrov (narozen 26. listopadu 1920)
34. Stanislav Rakovec (narozen 21. září 1907)
35. Nako Ročev (20. července 1913)
36. Václav Roztočný (narozen 27. července 1895)
37. Vnislav Stačina (narozen 22. dubna 1926)
38. Karel Široký (narozen 10. září 1896)
39. Ludvík Tesař (narozen 27. října 1909)
40. Václav Fábera (narozen 13. září 1903)
41. Jiří Frenk
42. Josef Karban (narozen 9. prosince 1906)
43. Karel Kudrna (narozen 18. února 1903)
44. Ludvík Bělohoubek (narozen 19. ledna 1915)